# Сьобара

34°51′28″ пн. ш. 133°1′0″ сх. д. / 34.85778° пн. ш. 133.01667° сх. д.
Сьо́бара (яп. 庄原市, しょうばらし, МФА: [ɕoːbaɾa ɕi̥]) — місто в Японії, в префектурі Хіросіма.

## Короткі відомості

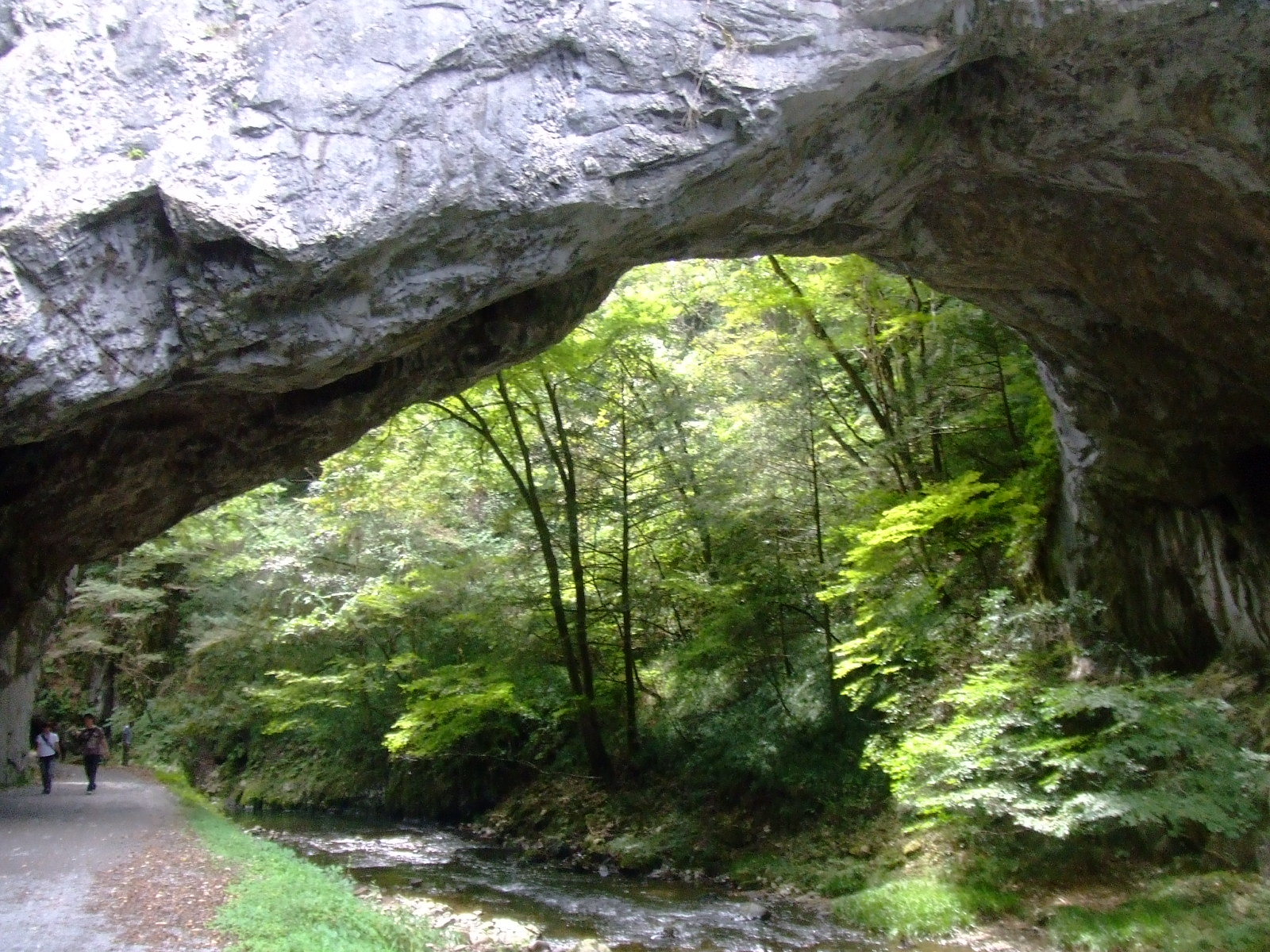
«Чоловічий міст» в ущелині Тайсяку

Сьобара розташована в північно-східній частині префектури Хіросіма, на півночі історичної провінції Бінґо. Місто утворене 31 березня 1954 року шляхом об'єднання містечка Сьобара із 6 селами повіту Хіба: Така, Хонда, Сіно, Яманоуті-Хіґасі, Яманоуті-Нісі та Яманоуті-Кіта. 31 березня 2005 року Сьобара поглинула 6 містечок: Сорьо, Сайдзьо, Тодзьо, Кутіва, Такано та Хіва, ставши найбільшим за площею містом регіону Тюґоку.
Рельєф Сьобари переважний гористий. Містом пролягає гірська гряда Тюґоку. В західній частині Сьобари протікає річка Сайдзьо. Вздовж її русла проходить лінія Ґейбі залізниці JR та державний шлях № 183. Останній перетинається в центрі Сьобари з автошляхом № 432. Через місто також проходить автострада Тюґоку, на якій розміщено транспортну розв'язку Сьобара.
Центральна частина міста знаходиться на пагорбистому березі річки Сайдзьо. У 17 — 19 століттях тут було ярмаркове поселення, яким керувала адміністрація Мійосі-хану — дочірнього уділу Хіросіма-хану. Поруч із містечком розташовувалася гора Сьоґо, місце видобутку агальматолітів.
Основою господарства Сьобари є підприємства первинного сектору економіки. В районі Нанацукахара діє Центр тваринництва префектури Хіросіма. З 1990-х років, після проведення автостради Тюґоку, в місті споруджені машинобудівні заводи та майстерні з виробництва електроніки. В Сьобарі працюють Хіросімський префектурний університет та Сьобарський аграрний центр.
До туристичних пам'яток Сьобари відносять державний парк Біхоку, парк Уено, ставок Кунікане, ущелину Тайсяку, історико-етнографічний музей, музей Курати Хякудзо, курган Хісаґояма, середньовічну гончарську стоянку Камеїдзірі, руїни замку Кояма, монастир Ецудзі та святилище Хійосі.
Станом на 1 жовтня 2007 площа міста становила 1246,60 км². Станом на 1 червня 2011 населення міста становило 39 651 осіб.